# Hunga myrsinoides
Espèce
Hunga  myrsinoides est une espèce de plantes à fleurs de la famille des Chrysobalanaceae. C'est un arbuste endémique à la Nouvelle-Calédonie.

## Synonymes
- Licania myrsinoides (Schltr.) Kosterm.
- Parinari myrsinoides Schltr.

## Description
- Arbuste de 4 m de haut[1].
- Fleurs blanchâtres sur des inflorescences courtes axillaires ou terminales[2].

## Répartition
Dans la forêt dense humide de Panié-Ignambi au nord de Grande Terre en Nouvelle-Calédonie.